# Oncom

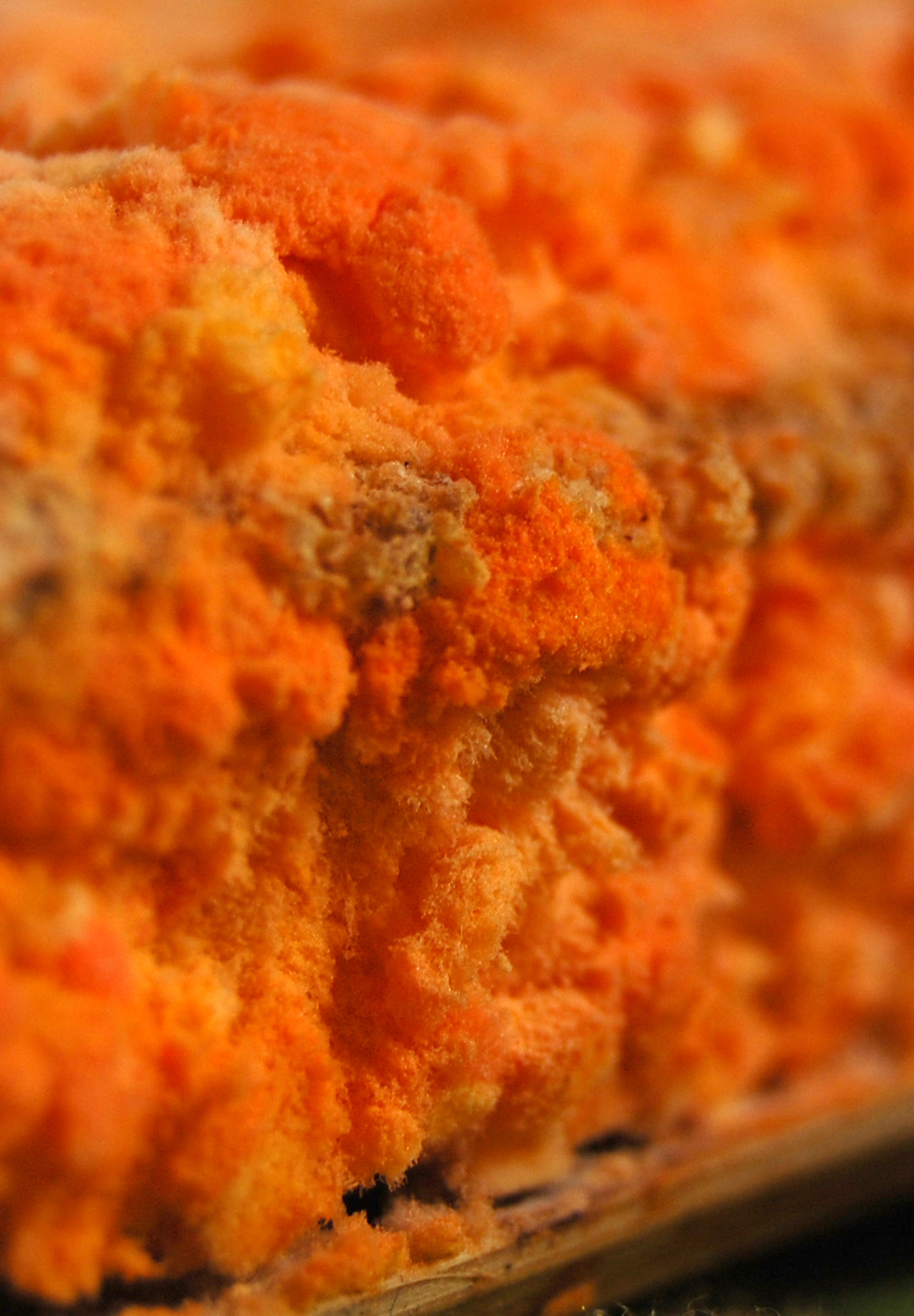
Vista cercana de oncom con moho rojo, propio del sureste de Asia y la gastronomía de Indonesia.

Oncom es uno de los alimento básicos tradicionales de la gastronomía de Java occidental de Indonesia. Existen dos tipos de oncom: oncom rojo y oncom negro. El oncom tiene ciertas semejanzas con el tempeh; ambos son alimentos producto de procesos de fermentación utilizando moho.
Por lo general, el oncom se produce a partir de productos de descarte de la producción de otros alimentos: restos de pulpa de soja de la preparación de tofu, restos de la torta de prensa de maní después de que se haya extraído el aceite, los restos de cassava después de extraer el almidón (pati singkong), restos de la torta de prensa de coco después de haber extraído el aceite o producido la leche de coco. Dado que la producción de oncom utiliza descartes de la elaboración de otros alimentos, la misma permite aumentar la eficiencia de la economía alimentaria.
Se ha determinado que el oncom rojo permite reducir los niveles de colesterol en ratas.
El oncom negro se prepara usando Rhizopus oligosporus mientras que el oncom rojo se elabora usando Neurospora intermedia var. oncomensis. Es el único alimento para humanos producido por la Neurospora.

## Toxicidad

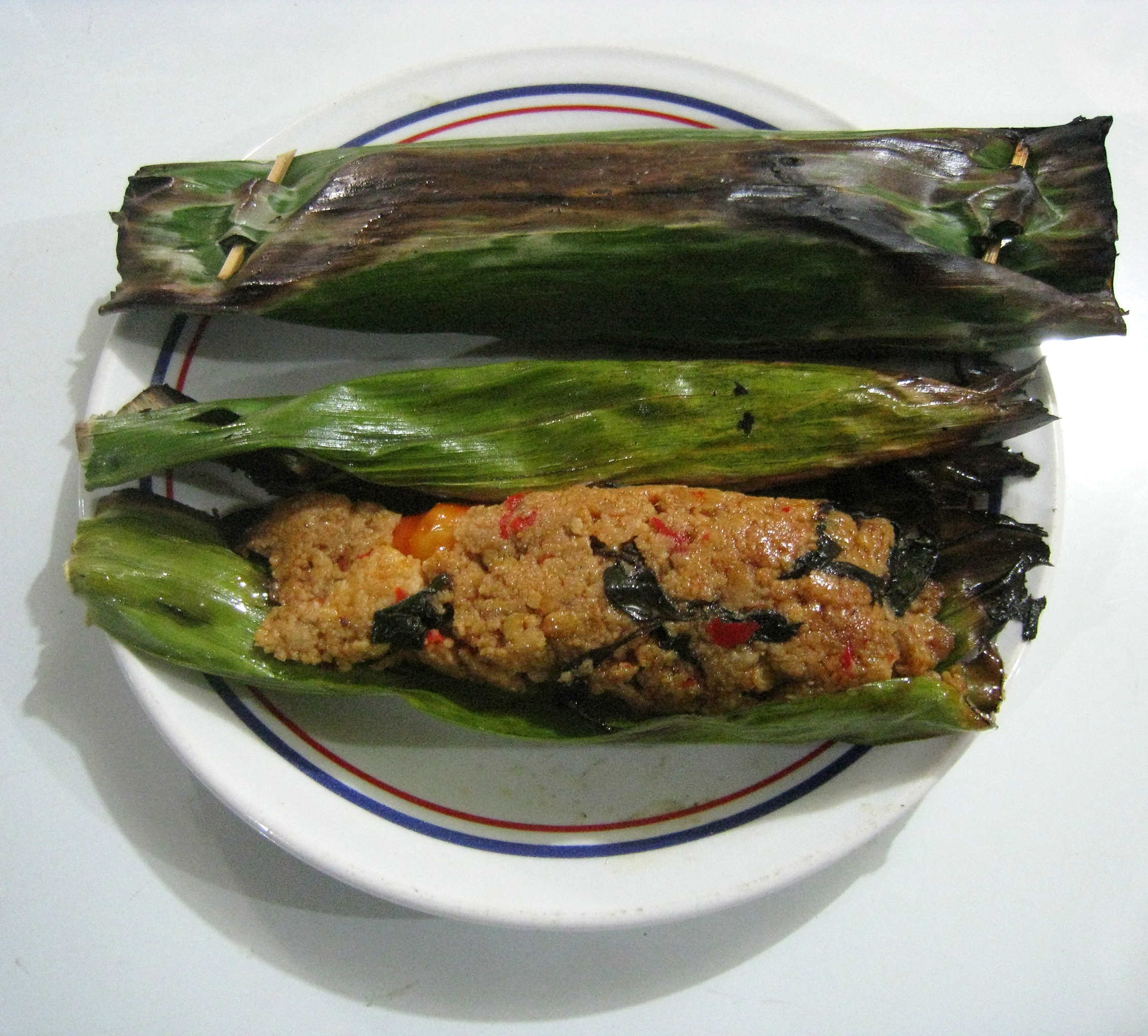
Oncom cocinado mediante la modalidad pepes.

En la producción de oncom, al igual que en otros alimentos fermentados, es importante observar cuidados sanitarios y mantener la higiene para evitar contaminar el cultivo con otras bacterias u otros hongos tales como Aspergillus flavus (que produce aflatoxina). Neurospora intermedia var. oncomensis y Rhizopus oligosporus reducen la aflatoxina producida por Aspergillus flavus. Sin embargo, en este producto los mohos productores de aflatoxina (Aspergillus spp.) a menudo están igualmente presentes en forma natural en la torta de prensa de maní, incluso la torta de prensa del coco puede llegar a alojar al muy peligroso Burkholderia gladioli, que produce dos compuestos altamente tóxicos – ácido bongkrek y toxoflavina. Shurtleff y Aoyagi analizan su toxicidad en la sección de su sobre oncom.
Si bien se sabe que el poroto de soja es el más seguro y mejor substrato para cultivar R. oligosporus y producir tempeh, en el caso del oncom no ha sido estudiado en detalle y se desconoce cuál es el mejor substrato para fermentar y producir oncom de forma más eficiente y segura.